# Винокуров, Александр Николаевич (велогонщик)
Алекса́ндр Никола́евич Виноку́ров (род. 16 сентября 1973, Бишкуль, Северо-Казахстанская область) — казахстанский велогонщик. Победитель Вуэльта Испании 2006 и олимпийский чемпион 2012 года в групповой гонке. Заслуженный мастер спорта Республики Казахстан (1994). С 2013 года — генеральный менеджер велокоманды «Astana Pro Team».

## Профессиональная карьера
Широко применяемое в средствах массовой информации прозвище — «Ви́но» («Vino»).

### Ранние годы
С детства увлекался велосипедом. Окончил факультет физической культуры Северо-Казахстанского государственного университета имени К. Д. Ушинского, преподаватель физической культуры. С 1996 года — член национальной сборной Казахстана по велоспорту.
В 1998 году перешёл в профессионалы — член французской велокоманды Casino-AG2R. И сразу выиграл гонку «Четыре дня Дюнкерка».
В 2000 году приглашён в немецкую велогруппу «Дойче Телеком» (с 2004 «T-мобайл»). В том же году завоевал серебряную медаль в групповой шоссейной гонке на Олимпийских играх в Сиднее (разделив пьедестал с товарищами по команде Яном Ульрихом и Андреасом Клоденом). Затем выиграл один из этапов Гранд Тура «Вуэльта», «Тур Германии» — 2001 и гонку «Париж-Ницца» — 2002 в личном зачёте.
Первым по-настоящему ярким годом в карьере Винокурова стал 2003 год. Тогда он через несколько дней после смерти на дистанции своего друга и соотечественника Андрея Кивилёва второй раз подряд выиграл гонку «Париж-Ницца». 40 дней спустя одержал победу на однодневной гонке «Амстел голд рейс». Посвятил обе победы Кивилёву, и иногда говорил, что в тот момент у него была сила двух человек. В том же году он выиграл Тур Швейцарии и один этап на «Тур де Франс», закончив эту гонку на третьем месте вслед за Лэнсом Армстронгом и Яном Ульрихом. Хотя Александр раньше не считался претендентом на победу в гранд-турах, этот результат показал, что он является настоящей грозой для более именитых соперников.

### Переход в команду «Астана»

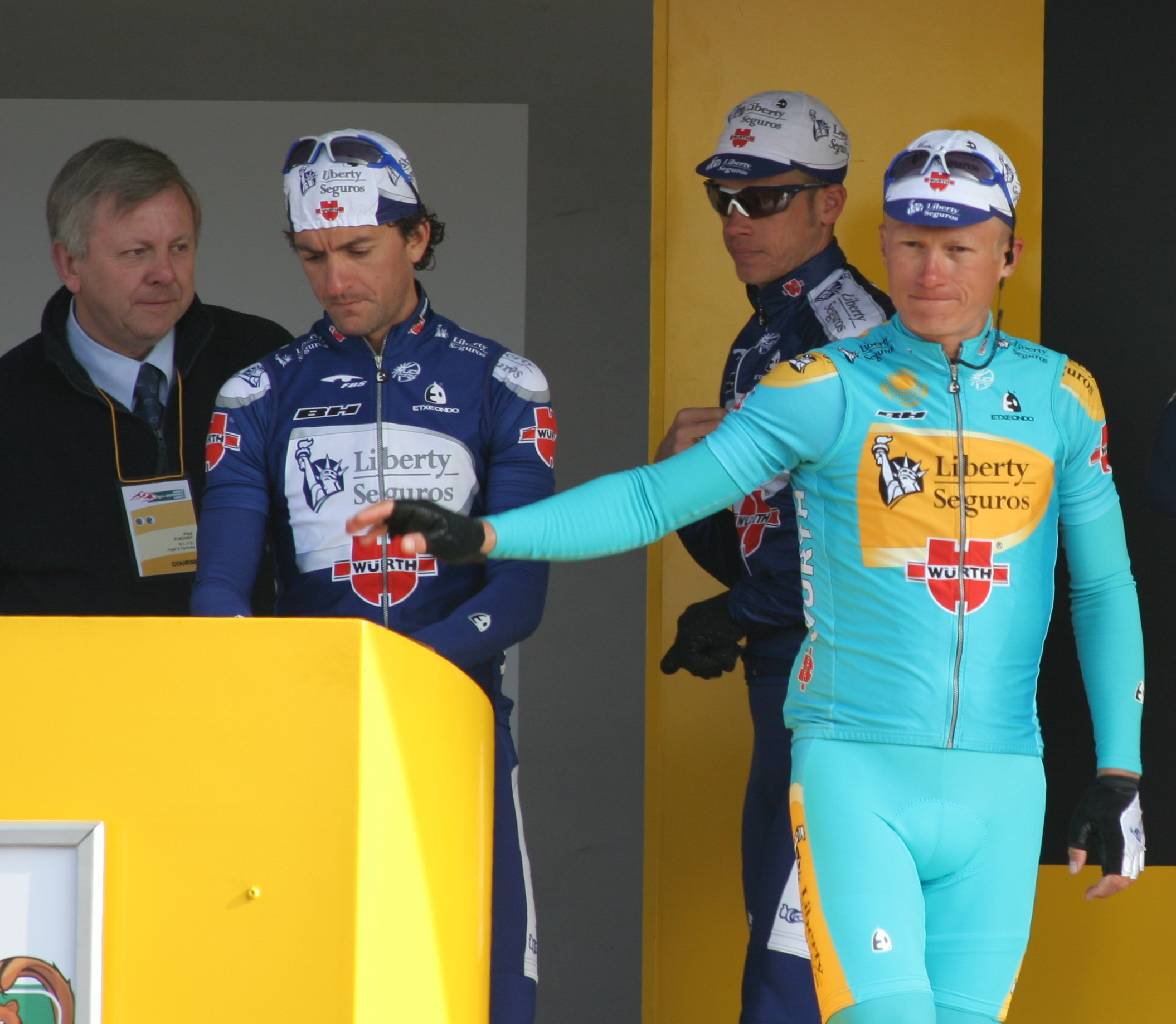
Александр Винокуров в Льеже, 2006 г.

Ряд ярких побед Александра и его 5-е место в генеральном зачёте «Тур де Франс» 2005 позволили говорить о нём, как о потенциальном лидере команды. Однако стать таковым в составе велогруппы «T-Mobile» не немецкому гонщику было достаточно проблематично. 2006 год подарил поклонникам Винокурова новые надежды на ещё большее раскрытие его таланта, связанные с переходом «Вино» в «Liberty Seguros-Würth». Тогда же заговорили о том, что его взяли в испанскую команду в качестве капитана на «Тур де Франс» 2006. Начало сезона казахстанский гонщик провёл в интенсивных тренировках, крайне редко участвуя в гонках, выиграв, тем не менее, пятидневный Тур Кастилии и Леона.
Туру Франции 2006 года предшествовал допинговый скандал, связанный с так называемой «Операцией Пуэрто», в который оказался замешан менеджер команды Винокурова — Маноло Саис. Кроме того, пять коллег Александра по «Liberty Seguros-Würth» попали под подозрение в употреблении запрещённых препаратов. В результате этого титульный спонсор «Liberty Seguros-Würth» разорвал свой спонсорский контракт. Команду необходимо было спасать, и при значительном участии Винокурова, при непосредственной поддержке высшего политического руководства Казахстана (включая бывшего премьер-министра Даниала Ахметова), был создан спонсорский консорциум из пяти казахстанских компаний, давший велогруппе новое название — «Астана» (на тот момент имя столицы Казахстана). Несмотря на все усилия, избежать негативных последствий коллективу не удалось, и он был снят с «Тур де Франс» 2006 буквально за день до старта, так как трое из подозреваемых гонщиков были в заявке команды на Тур (позднее подозрения с них были сняты), а без них команде просто не хватило количества гонщиков для минимально допустимого на Туре.

### Вуэльта-2006
Победные надежды болельщикам пришлось возлагать на следующий гранд-тур — многодневную велогонку «Vuelta a España» 2006 года. Начало испанского тура вышло у Александра сложным, однако уже 7-й этап показал, что Винокуров находит свою лучшую форму — лишь нескольких последних сотен метров не хватило казахстанцу до победы. Способность «Вино» отвечать на обидные поражения проявилась уже на следующем этапе, которому он не дал закончиться групповым финишем, выиграв у пелотона 2 секунды. 9-й этап был выигран Винокуровым затяжным отрывом в гору, начавшимся за 6 километров до финиша. После этого, уверенно обосновавшись на второй позиции в генеральном зачёте, Александр вёл гонку от обороны вплоть до 17 этапа.
На 167-километровой дистанции между испанскими городами Арда и Гранада наступил переломный момент в этой многодневной гонке. «Вино» на спуске с вершины первой категории Alto de Monachil за двадцать километров до финиша начал отрыв от группы претендентов на победу в генеральной классификации. Атака казахстанца, которую не смогли отразить конкуренты в борьбе за «золотую майку», закончилась лишь на финише этапа. Не став ввязываться в спринтерские игры с победителем этапа американцем Томом Дэниэлсоном, Винокуров сосредоточился на сокращении своего отставания от лидера гонки — испанца Алехандро Вальверде. В результате, заняв второе место на этапе, гонщик из «Астаны» впервые в своей карьере облачился в майку лидера генерального зачёта гранд-тура, заработав преимущество в 9 секунд. На следующем 18 этапе Гранада-Сьерра де ла Пандера состоялся дубль велогонщиков из Казахстана — череда атак Винокурова и Андрея Кашечкина, выигравшего этот этап, привела к тому, что на финиш в вершину высшей категории они пришли вдвоём с отрывом в 30 секунд от ближайшего преследователя.
Финальную точку в споре за победу на «Вуэльте» Александр Винокуров поставил в день своего рождения на предпоследнем 20-м этапе — в раздельной гонке на время, опередив на 6 секунд занявшего второе место Самуэля Санчеса и на 19 секунд своего основного соперника — Вальверде. 21 этап Тура Испании по традиции веломногодневных гонок стал «этапом дружбы», по окончании которого Винокуров был объявлен победителем гонки, в первый раз в своей жизни выиграв генеральную классификацию гранд-тура. С учётом того, что Кашечкин занял третье место в генеральной классификации, имя новой велогруппы приобрело солидное звучание, войдя в элитный клуб профи-туров. Непрекращавшиеся переговоры с сильнейшими гонщиками мира и успехи на «Вуэльте» привели к тому, что согласие выступать в команде дали такие звезды как Андреас Клоден и Паоло Савольделли.

### Чемпионат мира 2006
На состоявшемся в Зальцбурге чемпионате мира по шоссейным велогонкам 2006 года Александр Винокуров по традиции был капитаном сборной Казахстана. 21 сентября в раздельной гонке на время Александру вновь, как и в 2004 году, досталась бронзовая медаль. Отставание от чемпиона мира Фабиана Канчеллары составило 1’47", в то же время от Дэвида Забриски Винокуров отстал на 20 секунд и если бы не досадная задержка на дистанции, связанная с неполадками переключения передач, мог бы побороться за серебряную медаль.
В командной гонке сборная Казахстана, состоявшая из трёх человек (кроме Винокурова, в состав входили Андрей Кашечкин и Сергей Яковлев) не смогла побороться с грандами мирового велоспорта. Ведя в таких условиях гонку от обороны, Александр, тем не менее, успешно следил за основными претендентами на победу в заезде. Так, например, один из отрывов будущего чемпиона Паоло Беттини был нейтрализован Винокуровым. Казахстанский гонщик даже предпринял попытку оставить группу позади своим коронным рывком, однако сказалась тяжесть недавно завершившегося победного Тура Испании, и покинуть группу лидеров не удалось. Поскольку никто из гонщиков заранее не смог обеспечить себе отрыва от основной группы, Винокуров не стал вмешиваться в финишный спор спринтеров, и был в середине пелотона, когда Беттини, Цабель и Вальверде заработали себе двухсекундное преимущество. В итоговом протоколе Александр был 52-м.

### Тур де Франс 2007
Сезон 2007 года Александр начал с прицелом на победу в генеральной классификации «Тур де Франс». Исходя из поставленной задачи, гонки первой половины года рассматривались казахстанцем как подготовительные к главному испытанию, поэтому достаточно сильно были пройдены лишь две из них: в марте Винокуров помог выиграть «Тиррено-Адриатико» своему коллеге по двум командам — Андреасу Клёдену, заняв в общем зачете третье место, и успешно выступил на генеральной репетиции Тура — гонке «Критериум дю Дофине либере», выиграв два этапа и подарив один этап Антонио Колому, молодому испанскому гонщику «Астаны».
Старт Тура, по мнению специалистов и букмекерских контор, Винокуров принял в ранге одного из фаворитов гонки, но на 5-м этапе он совершил серьёзное падение, на велосипеде слетела цепь и, как результат — контакт с асфальтом на большой скорости. Александр получил серьёзные повреждения обоих колен и правой руки (позднее было наложено более 30 швов). Команда и сам Винокуров приложили колоссальные усилия для того, чтобы отставание от пелотона был как можно менее значительно. Из-за полученных травм, на следующих этапах его отставание от основных конкурентов увеличивалось, после 10-го этапа в СМИ появилась информация, что самочувствие Винокурова ухудшилось, но 11-й этап произвёл впечатление, что это не так, Александр шёл по дистанции уверенно. После уверенно проведённого 11-го этапа Винокуров продолжал оставаться одним из претендентов на общую победу, хоть его шансы и снизились. Затем он неожиданно выиграл 13-й и 15-й этапы, что вернуло ему прежние шансы на победу.
24 июля стало известно, что допинг-тест Винокурова, взятый после гонки с раздельным стартом в Альби, дал положительный результат. Велогонщик был обвинён в гемотрансфузии — переливании крови, благодаря которому спортсмен получал преимущество. По заявлению экспертов лаборатории Шатоне-Малабри, где проводился анализ допинг-пробы, переливание крови Винокурову было осуществлено 21 июля, в тот же день, когда состоялся выигранный им 13-й этап. В связи с этим Александр и вся команда Астана (по требованию руководства Тур де Франс), покинула Тур. В 2007—2009 годах отбывал дисквалификацию за использование допинга кровью.

### 2009
23 июля 2009 года закончился двухлетний срок дисквалификации для Александра Винокурова. По причине сложных взаимоотношений с менеджером команды «Астана» Йоханом Брюнелем клубное будущее Александра к этому моменту оставалось неопределенным. Поэтому в своём первом старте после возвращения — гонке категории 2.1 «Критериум Кастильон-ла-Батай» с протяжённостью дистанции 45 километров, Винокуров принял участие, представляя Казахстан. В итоговом протоколе он занял седьмое место, прокомментировав, что доволен собственным выступлением и формой, и планирует в следующем сезоне выступать в цветах «Астаны», поддерживая Альберто Контадора, если тот останется в команде. 11 августа 2009 года Александр Винокуров одержал свою первую победу в соревнованиях Международного союза велосипедистов после двухлетнего перерыва, выиграв этап с раздельным стартом на многодневной гонке «Тур де Лайн».
Александр Винокуров был включён в состав сборной Казахстана на Чемпионат Азии по велоспорту 2009 года. На состоявшейся 15 августа групповой шоссейной гонке протяжённостью 154,8 километра Александр помог своему соотечественнику Дмитрию Фофонову получить в его день рождения титул чемпиона Азии, сам заняв второе место. Компанию на пьедестале почёта им составил ещё один представитель Казахстана — Валентин Иглинский. Через день в гонке с раздельным стартом на дистанции в 41,8 километра Винокуров был уже первым, опередив партнёра по сборной Андрея Мизурова на 1 минуту 40 секунд.

### Льеж — Бастонь — Льеж 2010
Весной 2010 года Винокуров второй раз в карьере выиграл монументальную классику Льеж — Бастонь — Льеж, опередив на финише партнёра по отрыву Александра Колобнева. В ноябре 2012 года прокуратура Падуи заявила, что обладает доказательствами продажи Колобневым победы казахстанцу за 150 тысяч евро, в том числе их перепиской и документами о банковских переводах. Спортсменам были предъявлены обвинения в сговоре, ожидается решение суда.

### Травма на Тур де Франс 2011 и возвращение

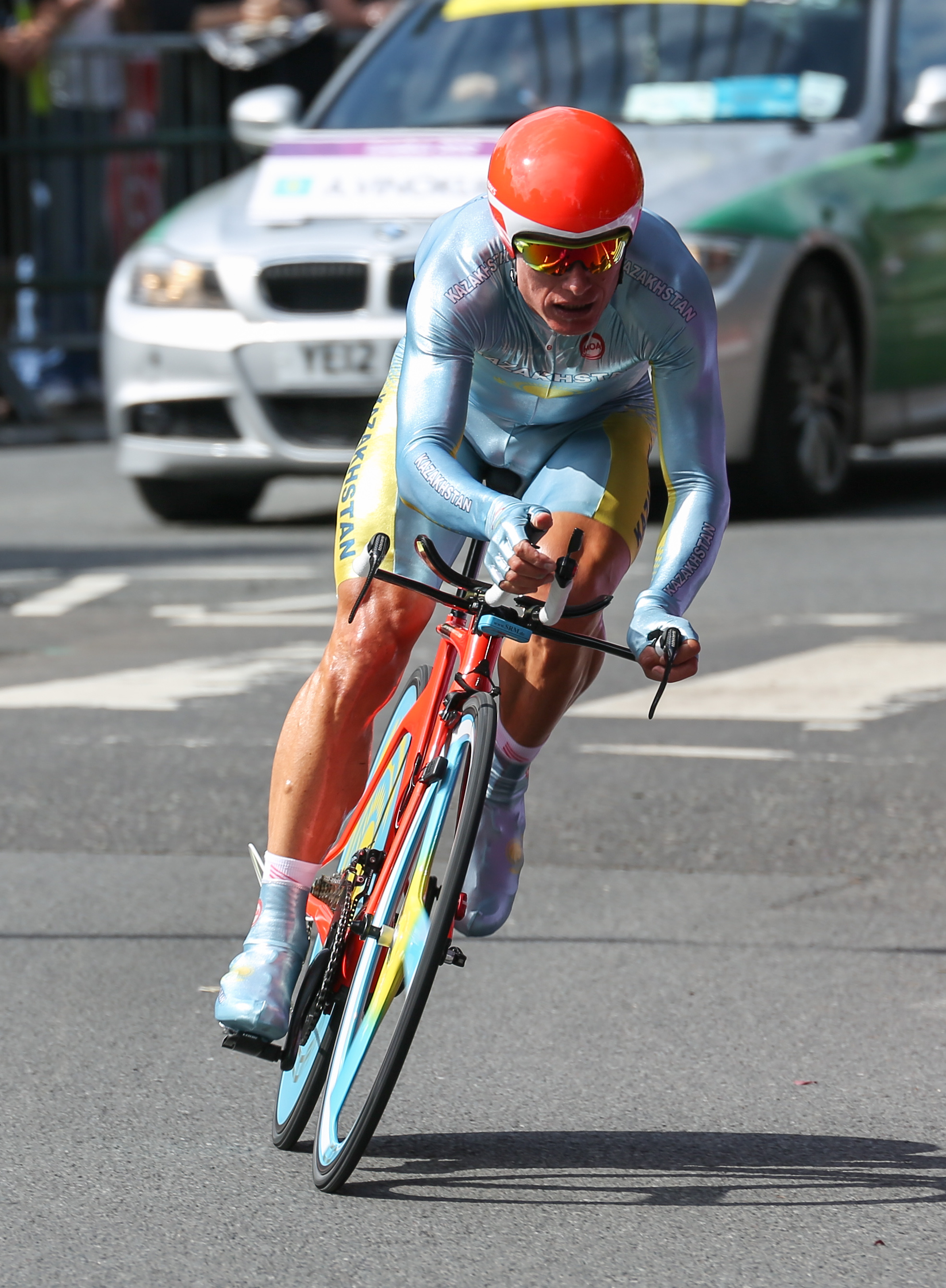
Олимпийское золото гонщик выиграл через год после попытки уйти из спорта

На Тур де Франс 2011, который Александр Винокуров называл заключительным стартом карьеры, он попал в серьёзный завал на 9-м этапе. Был диагностирован перелом бедренной кости. Операция прошла успешно и Александр восстанавливался, но 17 июля спортсмен объявил о завершении своей карьеры.
Однако его уход отправлял «Астану» на последнее место в мировом рейтинге, что ставило под угрозу получение лицензии на следующий год. Винокурову пришлось объявить о возвращении в большой велоспорт, и его очки позволили команде получить лицензию.
Его возвращение вынудило 24-летнего гонщика Романа Киреева объявить о завершении карьеры, чтобы освободить место в команде для ветерана; после ухода Винокурова лимитным 28-м гонщиком стал вновь подписанный Кашечкин.
Первой гонкой Александра после возвращения стала закрывающая сезон «Хроно Наций», где он стал предпоследним.

### Олимпиада 2012
В первый день Олимпийских игр 2012 прошла групповая шоссейная гонка, где Александр стал участником сформировавшегося отрыва, а за 6 км до финиша смог уехать вместе с колумбийцем Ураном и обыграл его на финише, завоевав олимпийское золото и вторую свою олимпийскую медаль за 12 лет после серебра 2000 года. Сразу после победы Винокуров объявил, что завершает карьеру после Олимпиады.
Последним стартом Винокурова стала олимпийская индивидуальная гонка с раздельным стартом, прошедшая 1 августа. Спортсмен занял в ней 23-е место.

### Спортивный директор «Астаны»
Осенью 2012 года было объявлено, что Александр Винокуров станет спортивным директором велокоманды «Астана». С 2013 года является генеральным менеджером велокоманды «Астана». В конце года он организовал своеобразный «дубль» «Астаны», создав в Казахстане континентальную молодёжную команду «Vino Forever».

### Бизнес
В июне 2014 года Александр Винокуров представил в Алма-Ате спортивные велосипеды, которые будут выпускаться в Казахстане под его собственным брендом Vino. Были представлены две модификации: RD01 — шоссейный велосипед и CX01 — маунтинбайк. Рамы и прочие комплектующие будут заказываться на Тайване, как это делают все ведущие мировые производители, а сборка будет производиться в Казахстане.

## Достижения
1998 — Casino
- 1-е место в генеральном зачёте Четырёх дней Дюнкерка
- 1-е место в генеральном зачёте и на 1-м этапе Тура де л’Уаз
- 1-е место в генеральном зачёте и на 1-м этапе «Сиркуи дэ Мин»
- 1-е место на 1-м этапе «Тур Польши»

1999 — Casino-AG2R Prévoyance
- 1-е место в генеральном зачёте и на этапе 1 — Критериум дю Дофине Либере
- 1-е место в генеральном зачёте и на 1-м этапе 1 — Вуэльта Валенсии
- 1-е место в генеральном зачёте и на двух этапах — Гран-при Миди либ
- 1-е место на этапе — Тур Лимузена

2000 — Team Telekom
- 1-е место на 18-м этапе Вуэльта Испании 2000
- 2-е место — Олимпийские игры в Сиднее, групповая шоссейная гонка

2001 — Team Telekom
- 1-е место на этапе 4 — Тур Швейцарии
- 1-е место в генеральном зачёте и на этапе 1 — Тур Германии

2002 — Team Telekom
- 1-е место, 3 этап — Тур Швейцарии
- 1-е место в генеральном зачёте и на этапе 4 — Париж-Ницца

2003 — Team Telekom
- 1-е место — Амстел Голд Рейс
- 1-е место в генеральном зачёте и на этапе 5 — Париж-Ницца
- 1-е место в генеральном зачёте и на этапе 1 — Тур Швейцарии
- 3-е место в генеральном зачёте Тур де Франс
  - 1-е место — 9 этап

2004 — T-Mobile
- 31-е место, 5, 7 и 8 этапы — Париж-Ницца
- 1-е место в генеральном зачёте и на этапах 2 и 3 — Регио–Тур
- 3-е место — Чемпионат мира по шоссейному велоспорту, гонка с раздельным стартом
- 3-е место — Льеж — Бастонь — Льеж

2005 — T-Mobile
- 1-е место — Льеж — Бастонь — Льеж
- 1-е место на этапе 4 — Критериум дю Дофине Либере
- 1-е место — Чемпионат Казахстана по шоссейному велоспорту, групповая шоссейная гонка
- 5-е место в генеральном зачёте — Тур де Франс 2005
  - 1-е место — 11 этап
  - 1-е место — 21 этап

2006 — Astana
- 1-е место в генеральном зачёте и на этапах 8, 9 и 20 — Вуэльта Испании
- 1-е место в генеральном зачёте и на этапе 5 — Вуэльта Кастилии и Леона
- 3-е место — Чемпионат мира по шоссейному велоспорту, гонка с раздельным стартом

2007 — Astana
- 1-е место в зачёте по очкам и на 3 и 7 этапах — Критериум дю Дофине Либере

2009 — Сборная Казахстана
- 1-е место — Чемпионат Азии по шоссейному велоспорту, гонка с раздельным стартом
- 2-е место — Чемпионат Азии по шоссейному велоспорту, командная шоссейная гонка
- 1-е место на этапе 3b — Тур де л’Эн

2010 — Astana
- 1-е место — Льеж — Бастонь — Льеж (вторично)

2012 — Сборная Казахстана
- 1-е место — Олимпийские игры в Лондоне, групповая шоссейная гонка

## Статистика выступлений на Гранд Турах
- Тур де Франс
  - Участие:9
    - 1999: 35
    - 2000: 15
    - 2001: 16
    - 2003: 3;  Победа Приз самому агрессивному гонщику
    - 2005: 4; Победа на этапах 11 и 21
    - 2007: DSQ команды Astana после 16 этапа (за переливание крови после 13 этапа)
    - 2010: 15; Победа на этапе 13
    - 2011: сход из-за падения на этапе 9
    - 2012: 31
- Джиро д'Италия
  - Участие:1
    - 2010: 6;  Майка лидера в течение пяти дней
- Вуэльта Испании
  - Участие:5
    - 2000: 28; Победа на этапе 18
    - 2002: сход после 11 этапа
    - 2004: сход после 18 этапа
    - 2006: Победитель  Генеральной классификации и  Комбинированной классификации; Победа на этапах 8, 9 и 20 (ITT);  Майка лидера в течение пяти дней
    - 2009: сход после 12 этапа

## Официальные награды

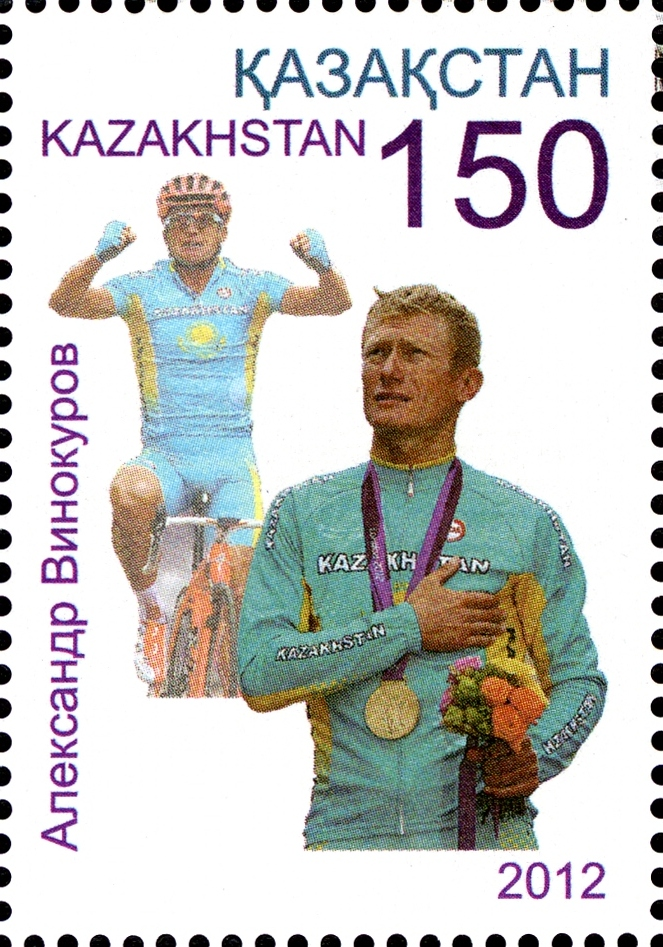
Почтовая марка Республики Казахстан

- За победу на Олимпиаде-2012 в Лондоне награждён высшим орденом Казахстана «Отан» (Отечество)[26] и присвоено звание «Полковник полиции»[27]. На родине аким Северо-Казахстанской области Серик Билялов вручил олимпийскому чемпиону серебристый джип «Тойота-Ландкрузер 200»[28].
- За серебряную медаль Олимпийских игр 2000 года в Сиднее (Австралия) был награждён орденом «Парасат» (Благородство).
- 3 октября 2006 года по итогам сезона (победа в генеральном зачёте на Гранд Туре «Vuelta a España» и бронзовая медаль чемпионата мира) с формулировкой «За особые заслуги перед государством и высокие спортивные достижения» президент Казахстана Нурсултан Назарбаев наградил Александра Винокурова орденом «Барыс» II степени[29].
- Медаль «За безупречную службу в органах внутренних дел» 2 и 3 степени.
- Юбилейная медаль «20 лет Внутренним Войскам МВД Республики Казахстан».
- Юбилейный нагрудный знак «20 лет полиции Республики Казахстан».
- Почётный знак «За заслуги в развитии физической культуры и спорта РК» (21.08.2014)[30]

## Документальный фильм «Astana-team — погоня за лидером»
В октябре 2009 года в Голландии состоялась премьера документального фильма о спортивном пути Александра Винокурова: «Astana-team — погоня за лидером» (продюсер Питер Берман, режиссёр Кайрат Куанышбаев). Автор идеи фильма, глава Международного фонда защиты прав спортсменов Питер Берман, замысел картины объяснил следующим образом: «Хотя выиграть у них в судах нереально, но мы сможем победить в умах».

## Книги
- Александр Винокуров. «Моя золотая карьера. 1998—2012», Алматы, «Раритет», 2013[33]
- «Александр Винокуров: олимпийский путь», Алматы, «Раритет», 2015.[34]

## Факты
- В Петропавловске в октябре 2015 года был открыт Дворец спорта имени Александра Винокурова[35].
- Александр Винокуров снялся в казахстанском фильме-мюзикле на спортивную тему «Навстречу мечте» (2016) в роли почтальона Печкина[36].

## Галерея

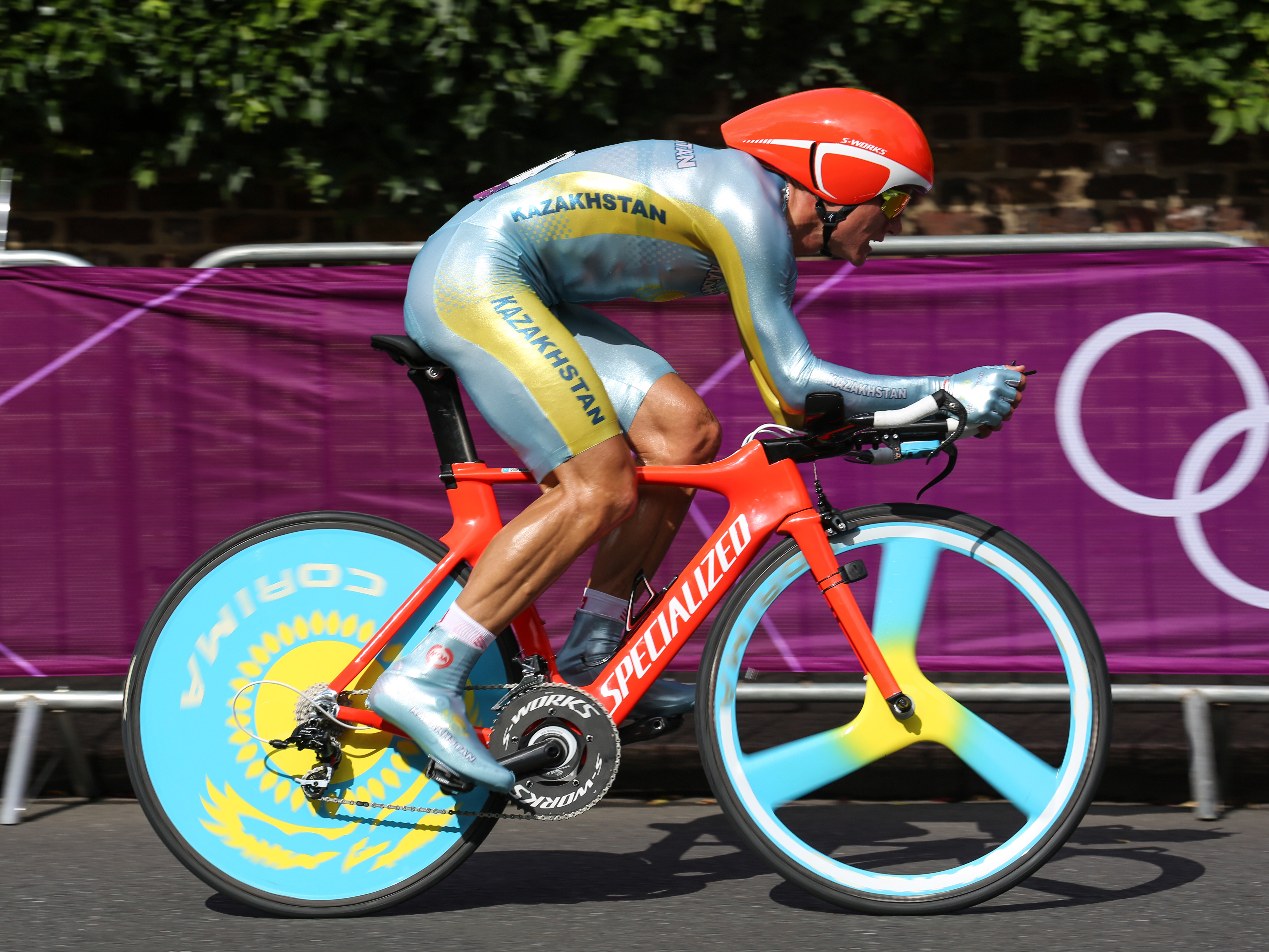
Лондон, индивидуальная гонка 1 августа 2012 года, последний старт в карьере
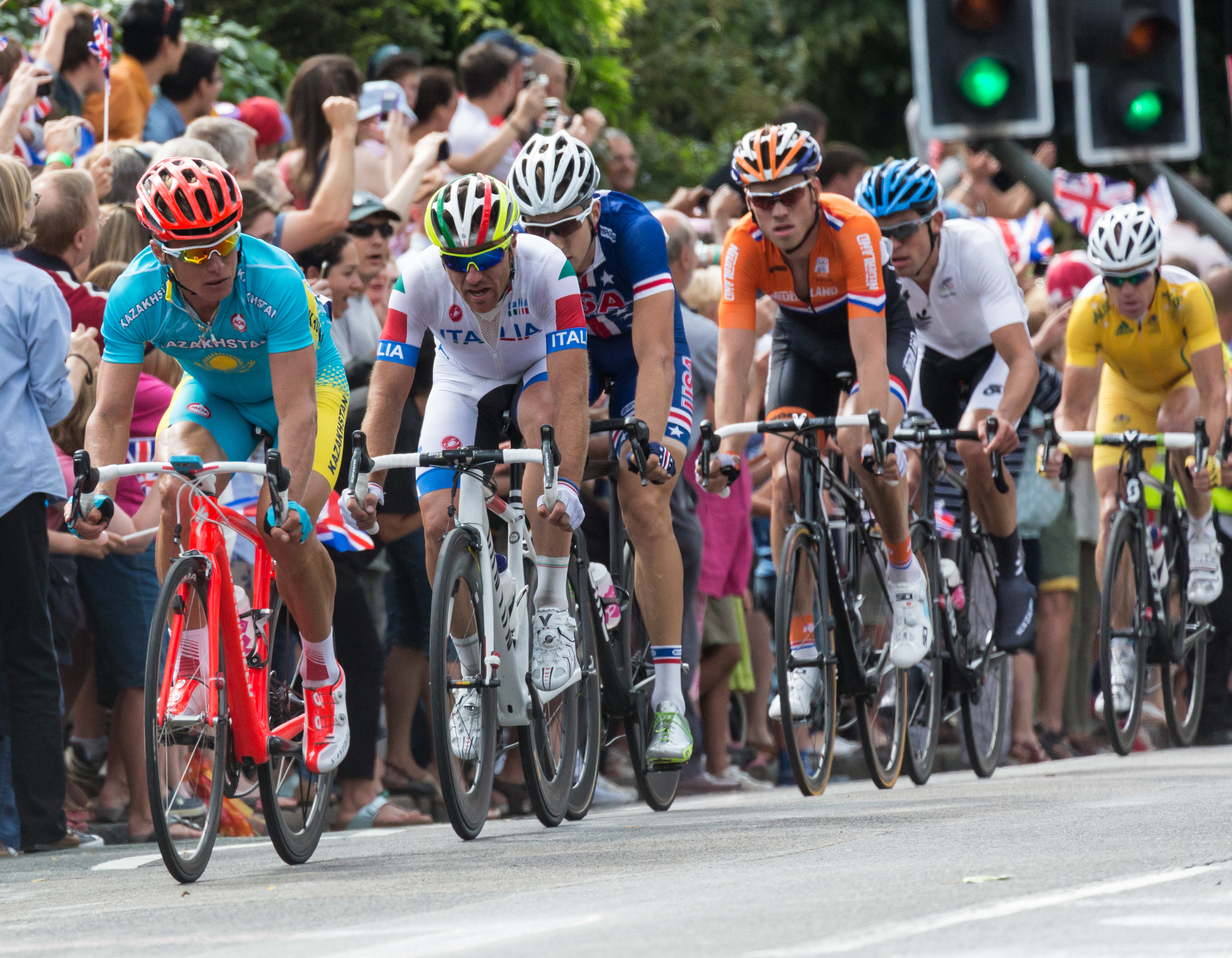
Винокуров возглавляет отрыв во время чемпионского выступления на лондонской Олимпиаде
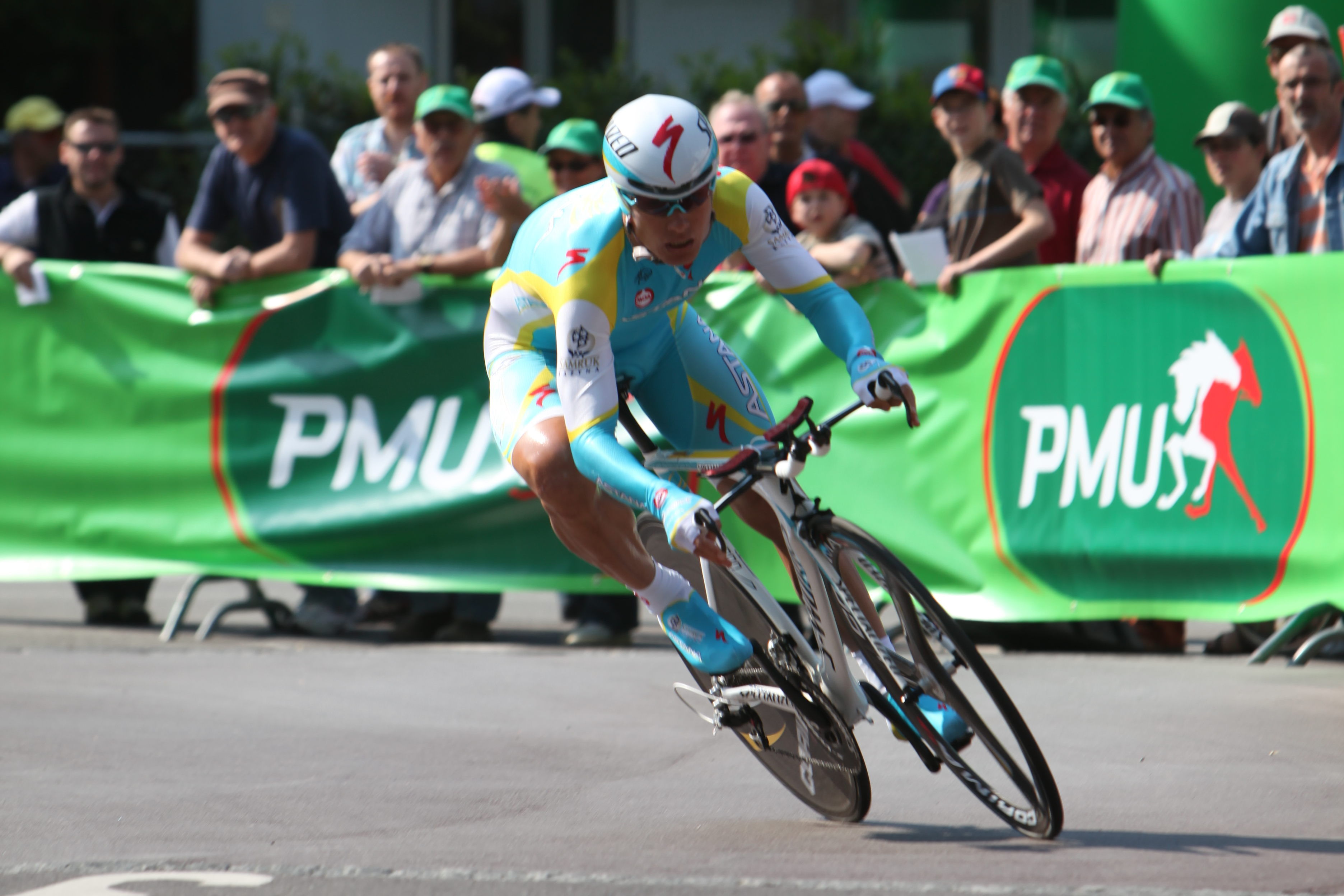
Пролог швейцарской многодневки «Тур де Романди», 2011 год